# بروس هوبكينز
بروس هوبكينز (بالإنجليزية: Bruce Hopkins)‏ هو متركمج أسترالي، ولد في 12 نوفمبر 1968 في سيدني في أستراليا.